# Amiel Weeks Whipple
Pour les articles homonymes, voir Whipple.
Amiel Weeks Whipple (né le 15 octobre 1816 à Greenwich, État de Massachusetts, et décédé le 7 mai 1863 à Washington DC) est un major général de l'Union. Il est enterré à Portsmouth, État de New Hampshire.

## Avant la guerre
Amiel Weeks Whipple est diplômé de l'académie militaire de West Point en 1841 et est nommé second lieutenant dans le 1st U.S. artillery le 1er juillet 1841,.
Le 28 septembre 1841, il est transféré dans le corps des ingénieurs topographes. En 1843, il se marie avec Eleanor Sherburne. Il participe alors à l'arpentage de la frontière américano-canadienne entre 1844 et 1849. Il rédige un journal de son expédition qui sera publié en 1861.
Il participe alors aux relevés topographiques de la frontière américano-mexicaine,. Pendant les relevés topographiques réalisés entre 1853 et 1854, il note la présence en Arizona d'une grande concentration de bois pétrifiés. Il explore notamment la zone de jonction du fleuve Colorado et de la rivière Gila. Il est un membre de la commission Bartlett.
Il participe à une mission pour retirer des obstacles majeurs sur les voies de navigation sur les Grands Lacs. Il est promu premier lieutenant le 24 avril 1851. 
Il est promu capitaine le 1er juillet 1855.

## Guerre de Sécession
Amiel Weeks Whipple est l'ingénieur topographe en chef du commandant de l'Union Irvin McDowell lors de la première bataille de Bull Run.
Il est breveté lieutenant-colonel le 21 juillet 1861 pour bravoure et service méritoire lors de la campagne de Manassas. Le 28 août 1861, il fait décoller un ballon d'observation dans le comté d'Arlington pour surveiller les confédérés,.
Il est promu commandant le 9 septembre 1861.
Il est nommé brigadier général le 14 avril 1862. Il commande alors d'abord une brigade pour une division affectée à la défense de Washington DC.
Avant la campagne de Fredericksburg, il prend le commandement de la 3e division du IIIe corps.
Il est breveté colonel le 13 décembre 1862 pour bravoure et service méritoire lors de la bataille de Fredericksburg.
Il est transféré dans le corps des ingénieurs le 3 mars 1863. Le 4 mai 1863, alors qu'il est monté sur son cheval lors de violents combats et qu'il rédige un ordre, un tireur d'élite confédéré le blesse à l'estomac,. Il est breveté brigadier général le 4 mai 1863 pour bravoure et service méritoire les de la bataille de Chancellorsville. Il est transporté à Washington DC. Il est nommé major général des volontaires le 6 mai 1863.
Il est breveté major général le 7 mai 1863, jour de son décès des suites de ses blessures reçues le 4 mai 1863, pour bravoure et service méritoire lors de la guerre. Abraham Lincoln assiste à ses funérailles en précisant qu'il est présent en tant qu'ami de la famille et non en tant que président,.

## Hommages
Après l'acte créant le territoire de l'Arizona, le fort Whipple est construit en son hommage,. Le nom du fort est donné par le commandant Edward B. Willis, qui a l'installé, en référence à la cartographie de la route centrale en Arizona faite par Amiel W. Whipple en 1853.
En juin 1863, le fort construit près du cimetière national d'Arlington est nommé fort Whipple. Il deviendra plus tard l'actuel fort Myer.